# Baphia nitida

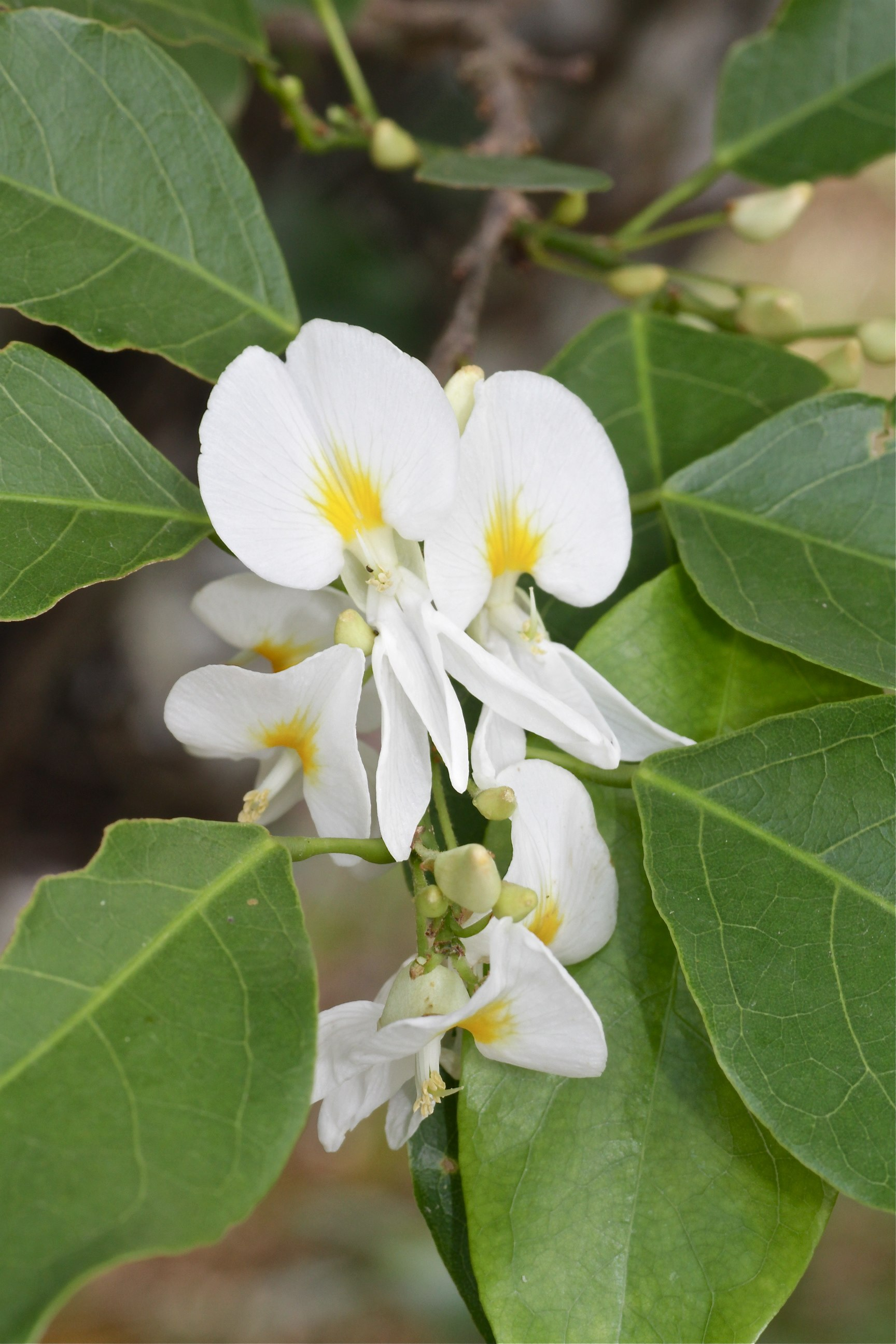
Blüten

Baphia nitida ist eine Pflanzenart in der Familie der Hülsenfrüchtler aus der Unterfamilie der Schmetterlingsblütler aus Westafrika bis ins nordwestliche Zentralafrika.

## Beschreibung
Baphia nitida wächst als mehrstämmiger Strauch bis etwa 3,5 Meter oder als kleinerer Baum bis über 9 Meter hoch. Der Stammdurchmesser erreicht über 30 Zentimeter.
Die wechselständigen, gestielten und gefiederten Laubblätter sind „unifoliolate“, also mit nur einem Blättchen. Der unten und oben mit Pulvini verdickte Blattstiel ist bis 4 Zentimeter lang. Die fast sitzenden, ganzrandigen, fast kahlen und leicht ledrigen, eiförmigen bis verkehrt-eiförmigen, zugespitzten bis geschwänzten Blättchen sind bis 21 Zentimeter lang. Die kleinen Nebenblätter sind früh abfallend.
Die Blüten erscheinen in kleinen achselständigen Büscheln. Die kleinen, zwittrigen und weißen, duftenden Schmetterlingsblüten sind kurz gestielt. Der gezähnte Kelch reißt einseitig, scheidig auf. Die Fahne besitzt in der Mitte einen kleinen gelben Fleck. Die 10 Staubblätter sind frei.
Es werden bis 17 Zentimeter lange, flache, ledrige und bis viersamige, verkehrt-eilanzettliche, zugespitzte Hülsenfrüchte gebildet. Die braunen, abgeflachten und glatten, etwa rundlichen bis elliptischen Samen sind bis 1–1,5 Zentimeter groß.
Die Chromosomenzahl beträgt 2n = 44.

## Verwendung
Das sehr schwere, harte und beständige, rötliche Holz, Afrikanisches Sandelholz, ist schön und gesucht. Es ist auch bekannt als Camwood, Camholz, Kammholz, Barwood, Barholz, Gabanholz, Caban-, Cambalholz, oder African sandalwood.
Die pulverisierte und zu einer Paste verarbeitete Rinde findet Verwendung als Hauptbestandteil der traditionellen schwarzen Seife der Yoruba mit dem Namen Dudu Osun (osun yor. für „Kammholz“).
Das Holz, Rotholz, und die Wurzeln liefern einen roten Farbstoff.
Sie wird auch als Hecke gepflanzt. Die Samen sind essbar.